# Martha is Dead
Martha is Dead — компьютерная игра в жанре психологического хоррора, разработанная студией LKA и изданная Wired Productions для Windows, PlayStation 4, PlayStation 5, Xbox One, Xbox Series X/S и Amazon Luna.

## Сюжет
Италия, Тоскана на дворе 1944 год. У дочери немецкого генерала по имени Джулия погибает сестра-близняшка при очень загадочных обстоятельствах.

## Разработка
Перед выпуском на PlayStation Martha is Dead была подвергнута цензуре. В частности, в некоторых жестоких сценах была отключена интерактивность, а также были удалены упоминания мастурбации. На остальных платформах игра вышла без цензуры.

## Отзывы критиков
| Сводный рейтинг    | Сводный рейтинг                                  |
| Агрегатор          | Оценка                                           |
| ------------------ | ------------------------------------------------ |
| Metacritic         | PC: 73/100 PS5: 72/100 XONE: 58/100 XSXS: 65/100 |
| OpenCritic         | 69/100                                           |
| «Критиканство»     | 68/100                                           |
| Иноязычные издания |                                                  |
| Издание            | Оценка                                           |
| EGM                | [ 11 ]                                           |
| Game Informer      | 6/10                                             |
| GamesRadar+        | [ 13 ]                                           |
| IGN                | 7/10                                             |
| Push Square        | [ 15 ]                                           |
| VideoGamer         | 6/10                                             |

Игра получила смешанные отзывы, согласно сайту Metacritic.